# Rampuramalhaniya
Rampuramalhaniya (en népalais : रामपुरा मल्हनियाँ) est un comité de développement villageois du Népal situé dans le district de Saptari. Au recensement de 2011, il comptait 6 786 habitants.